# Balfate
Balfate est une municipalité du Honduras, située dans le département de Colón. Elle est fondée en 1836.

## Crédit d'auteurs
- (en)/(es) Cet article est partiellement ou en totalité issu des articles intitulés en anglais « Balfate » (voir la liste des auteurs) et en espagnol « Balfate » (voir la liste des auteurs).